# Rosalie Fougelberg
Rosalie Ingeborg Karolina Fougelberg (29 december 1841  – 8 mei 1911) was gekend als de eerste vrouwelijke tandarts in Zweden nadat het beroep voor vrouwen toegankelijk werd gemaakt.
Zij was de dochter van de tandarts van het Zweedse hof en de assistente van haar vader. In 1861 werd het beroep van tandarts wettelijk toegankelijk gemaakt voor vrouwen. Fougelberg probeerde twee keer om een tandarts diploma te krijgen; de tweede keer werd ze goedgekeurd door de forensisch arts, maar niet door de vertegenwoordiger van de tandarts. Bij haar derde poging in 1866 werd het examen begeleid door de pers. Ze werd nog steeds afgewezen door het Collegium Medicum, maar kreeg koninklijke dispensatie van de monarch, Karel XV van Zweden. Daarmee was zij de eerste vrouwelijke tandarts sinds het beroep toegankelijk werd gemaakt voor vrouwen. Amalia Assur had al eerder een vergunning, maar ze kreeg een speciale vergunning, voordat het beroep officieel toegankelijk werd gemaakt voor vrouwen. Fougelberg was van 1867 tot 1871 de persoonlijke tandarts van koningin Louise der Nederlanden en was later actief in Stockholm (1867-1879) en Västergötland (1883-1893). Ze trouwde met de kapitein en missionaris Torell en emigreerde naar Alexandrië in Egypte.